# Hockey India League
De Hockey India League (HIL) is een professionele hockeycompetitie georganiseerd door Hockey India en gesanctioneerd door de Fédération Internationale de Hockey. Een aantal franchiseteams uit India biedt in een veiling tegen elkaar op om tientallen hockeyers (Indiërs en buitenlanders) aan hun selectie toe te mogen voegen. Hierna spelen deze teams een maand lang wedstrijden tegen elkaar, eerst in een competitie, vervolgens in een play-off. De eerste editie vond plaats in januari en februari van 2013, vervolgedities werden elk jaar in diezelfde maanden gehouden. Na enige jaren pauze kwam in de winter van 2025 een zesde editie, waar voor het eerst ook de dames spelen.

## Geschiedenis
| Editie | Datum                            | Aantal teams | Winnaar          | Score | Verliezend finalist |
| ------ | -------------------------------- | ------------ | ---------------- | ----- | ------------------- |
| 2013   | 14 januari–10 februari 2013      | 5            | Ranchi Rhinos    | 2–1   | Delhi Waveriders    |
| 2014   | 25 januari–23 februari 2014      | 6            | Delhi Waveriders | 3–3   | Punjab Warriors     |
| 2015   | 22 januari–22 februari 2015      | 6            | Ranchi Rays      | 2–2   | Punjab Warriors     |
| 2016   | 18 januari–21 februari 2016      | 6            | Punjab Warriors  | 6–1   | Kalinga Lancers     |
| 2017   | 21 januari–26 februari 2017      | 6            | Kalinga Lancers  | 4–1   | Dabang Mumbai       |
| 2025   | 28 december 2024–1 februari 2025 | 8            |                  |       |                     |

## Teams
| Team                          | Jaren          | Stadion                                                             | Capaciteit        | Stad                                                | Eigenaar                                                      | Kleuren     | Beste prestatie       |
| ----------------------------- | -------------- | ------------------------------------------------------------------- | ----------------- | --------------------------------------------------- | ------------------------------------------------------------- | ----------- | --------------------- |
| Ranchi RhinosRanchi Rays      | '13–'14'15–'17 | Astroturf Hockey Stadium                                            | 5.000             | Ranchi, Jharkhand                                   | Patel-Uniexcel GroupSahara India Pariwar Mahendra Singh Dhoni | Rood-Geel   | 1e ('13)1e ('15)      |
| Delhi Waveriders              | '13–'17        | Dhyan Chand National StadiumShivaji Stadium                         | 16.2007.000       | New Delhi, Delhi NCTDelhi                           | Wave Group                                                    | Paars-Groen | 1e ('14)              |
| Uttar Pradesh Wizards         | '13–'17        | Dhyan Chand Astroturf Stadium                                       | 10.000            | Lucknow, Uttar Pradesh                              | Sahara India Pariwar                                          | Blauw-Wit   | 3e ('13, '15)         |
| Punjab Warriors               | '13–'17        | Surjeet Hockey StadiumInternational Hockey StadiumSector 42 Stadium | 7.00013.64830.000 | Jalandhar, PunjabAjitgarh, PunjabChandigarh, Punjab | Jaypee Group                                                  | Geel-Blauw  | 1e ('16)              |
| Mumbai MagiciansDabang Mumbai | '13–'14'15–'17 | Mahindra Hockey Stadium                                             | 8.250             | Mumbai, Maharashtra                                 | Dabur India Ltd.                                              | Wit-Rood    | 5e ('13, '14)2e ('17) |
| Kalinga Lancers               | '14–'17        | Kalinga Stadium                                                     | 6.000             | Bhubaneswar, Odisha                                 | IDCO & MCL                                                    | Oranje      | 1e ('17)              |